# Bréville-les-Monts
Bréville-les-Monts is een gemeente in het Franse departement Calvados (regio Normandië) en telt 565 inwoners (1999). De oppervlakte bedraagt 4,75 km², de bevolkingsdichtheid is 118 inwoners per km².

## Demografie
Onderstaande figuur toont het verloop van het inwonertal (bron: INSEE-tellingen).

Vanwege een beveiligingsprobleem met de MediaWiki Graph-software is het momenteel niet mogelijk deze grafiek weer te geven. Zodra de software is bijgewerkt zal de grafiek vanzelf weer zichtbaar worden.
1. ↑  Populations de référence 2022.